# Carl-Gustaf Ståhl
Carl-Gustaf Ståhl, född 15 november 1920 i Köpenhamn i Köpenhamns amt, Danmark, död 11 april 2016 i Båstads distrikt i Skåne län, var en svensk militär.

## Biografi
Ståhl avlade studentexamen i Köpenhamn 1939. Han avlade officersexamen vid Krigsskolan 1942 och utnämndes samma år till fänrik i ingenjörtrupperna, varefter han studerade vid Ingenjörofficersskolan 1945 och gick Högre kursen vid Artilleri- och ingenjörhögskolan 1947–1949. Han befordrades till kapten 1950 och inträdde i Generalstabskåren 1953, varpå han var detaljchef vid Försvarsstaben 1953–1956, militär sekreterare i 1953 års fortifikationsförvaltningsutredning, sektionschef vid staben i VI. militärområdet 1956–1958 och chef för Planeringsavdelningen vid Arméstaben 1960–1962, befordrad till major 1960. Han gick Allmänna kursen vid Försvarshögskolan 1962. Efter att 1963 ha befordrats till överstelöjtnant var han tillförordnad chef för Göta ingenjörregemente 1963–1964, varpå han var chef för svenska FN-bataljonen på Cypern 1964–1965. År 1966 befordrades han till överste, varefter han var arméattaché vid ambassaderna i Washington och Ottawa 1966–1972 och gick Chefskursen vid Försvarshögskolan 1972. Efter befordran till generalmajor 1972 tjänstgjorde han vid Försvarets materielverk 1972–1982: som chef för Centralplaneringen 1972–1974 och som chef för Huvudavdelningen för armémateriel 1974–1982. Ståhl inträdde i reserven 1982, varefter han var biträdande generalsekreterare i Förenta Nationerna och chef för United Nations Disengagement Observer Force i Damaskus 1982–1985. Han var konsult åt Sveriges Kyrkliga Studieförbund 1987–1998.
Carl-Gustaf Ståhl invaldes 1974 som ledamot av Kungliga Krigsvetenskapsakademien.
Ståhl var son till direktör Torsten Ståhl och Siri, född Maniette. Ståhl gifte sig 1943 med Margaretha Engdahl (född 1920), dotter till fabrikören Gunnar Engdahl och Signe, född Sörensen. Han var far till Gunilla (född 1944) och Claes-Göran (född 1948).

## Utmärkelser
- Riddare av Svärdsorden, 1961.[8]
- Kommendör av första klass av Svärdsorden, 6 juni 1974.[9]